# Парамон и Филумен
Свети мученици Парамон и Филумен су православни светитељи из 3. века, страдали заједно са 370 мученика у време цара Деција Трајана.
Током прогона хришћана од стране цара Трајана нашло се у једном тренутку у тамници триста седамдесет хришћана, и полазећи на Валсатијске топле воде он нареди да поведу са њим и мученике, са намером да успут сврати у Посејдоново идолиште и там их примора да принесу идолску жртву. Када су стигли, он их је дуго присиљавао да принесу жртву идолу лажнога бога Посејдона, али их није успео приволети на то ни милом ни силом. Баш туде у то време пролазо је Парамон, који је био хришћанин. Угледавши такво мноштво светих мученика, осуђених на смрт, он је стао пред идолиштое и викнуо: „О, како много праведника нечестиви кнез убија без кривице зато што они неће да се по клоне његовим бездахним и немим идолима!“
Рекавши то на сав глас да сви чују, Парамон продужи свој пут. А кнез, чувши те Парамонове речи, нареди слугама својим да стигну Парамона и одмах убију, што су они одмах и учинили.
Одмах нкон тог мачем су посечени и свих 370 мученика пред Посејдоновим идолиштем.
Православна црква прославља светог Парамона и Филумена заједно са 370 мученика 29. новембра (12. децембра).